# Lisa Stansfield/Diskografie
Diese Diskografie ist eine Übersicht über die musikalischen Werke der britischen Sängerin Lisa Stansfield. Den Schallplattenauszeichnungen zufolge hat sie bisher mehr als 7,3 Millionen Tonträger verkauft, davon alleine in ihrer Heimat über 2,4 Millionen. Ihre erfolgreichste Veröffentlichung ist das Album Affection mit über 2,6 Millionen verkauften Einheiten.

## Alben

### Studioalben
| Jahr | Titel           | Höchstplatzierung, Gesamtwochen, AuszeichnungChartplatzierungen (Jahr, Titel, Platzierungen, Wochen, Auszeichnungen, Anmerkungen) | Höchstplatzierung, Gesamtwochen, AuszeichnungChartplatzierungen (Jahr, Titel, Platzierungen, Wochen, Auszeichnungen, Anmerkungen) | Höchstplatzierung, Gesamtwochen, AuszeichnungChartplatzierungen (Jahr, Titel, Platzierungen, Wochen, Auszeichnungen, Anmerkungen) | Höchstplatzierung, Gesamtwochen, AuszeichnungChartplatzierungen (Jahr, Titel, Platzierungen, Wochen, Auszeichnungen, Anmerkungen) | Höchstplatzierung, Gesamtwochen, AuszeichnungChartplatzierungen (Jahr, Titel, Platzierungen, Wochen, Auszeichnungen, Anmerkungen) | Höchstplatzierung, Gesamtwochen, AuszeichnungChartplatzierungen (Jahr, Titel, Platzierungen, Wochen, Auszeichnungen, Anmerkungen) | Anmerkungen                                                                                      |
| Jahr | Titel           | DE | AT | CH | UK | US | R&B | Anmerkungen                                                                                      |
| ---- | --------------- | --- | --- | --- | --- | --- | --- | ------------------------------------------------------------------------------------------------ |
| 1989 | Affection       | DE2 Platin · (36 Wo.)DE | AT1 Gold · (23 Wo.)AT | CH2 Platin · (22 Wo.)CH | UK2 ×3Dreifachplatin · (32 Wo.)UK                                                                                                 | US9 Platin · (39 Wo.)US | R&B5 (37 Wo.)R&B | Erstveröffentlichung: 20. November 1989 Produzenten: Ian Devaney, Andy Morris, Coldcut           |
| 1991 | Real Love       | DE9 Gold · (28 Wo.)DE | AT21 (16 Wo.)AT | CH18 Gold · (16 Wo.)CH | UK3 ×2Doppelplatin · (52 Wo.)UK                                                                                                   | US43 Gold · (40 Wo.)US | R&B6 (47 Wo.)R&B | Erstveröffentlichung: 11. November 1991 Produzenten: Ian Devaney, Andy Morris                    |
| 1993 | So Natural      | DE25 (11 Wo.)DE | AT30 (12 Wo.)AT | CH27 (5 Wo.)CH | UK6 Platin · (15 Wo.)UK | — | — | Erstveröffentlichung: 8. November 1993 Produzenten: Ian Devaney, Lisa Stansfield, Bobby Boughton |
| 1997 | Lisa Stansfield | DE13 (25 Wo.)DE | AT12 (16 Wo.)AT | CH11 Gold · (23 Wo.)CH | UK2 Gold · (23 Wo.)UK | US55 (10 Wo.)US | R&B30 (14 Wo.)R&B | Erstveröffentlichung: 21. März 1997 Produzenten: Ian Devaney, Peter Mokran                       |
| 2001 | Face Up         | DE39 (4 Wo.)DE | AT26 (4 Wo.)AT | CH19 (11 Wo.)CH | UK38 (2 Wo.)UK | — | — | Erstveröffentlichung: 20. Juni 2001 Produzent: Ian Devaney                                       |
| 2004 | The Moment      | DE16 Gold · (25 Wo.)DE | AT15 (6 Wo.)AT | CH22 (14 Wo.)CH | UK57 (2 Wo.)UK | — | — | Erstveröffentlichung: 27. September 2004 Produzent: Trevor Horn                                  |
| 2014 | Seven           | DE13 (5 Wo.)DE | AT25 (2 Wo.)AT | CH42 (2 Wo.)CH | UK13 (4 Wo.)UK | — | — | Erstveröffentlichung: 31. Januar 2014 Produzenten: Ian Devaney, Jerry Hey, Peter Mokran, Snowboy |
| 2018 | Deeper          | DE7 (4 Wo.)DE | AT11 (4 Wo.)AT | CH23 (3 Wo.)CH | UK15 (2 Wo.)UK | — | — | Erstveröffentlichung: 6. April 2018 Produzenten: Ian Devaney, Snowboy                            |

### Livealben
- 2015: Live in Manchester

### Kompilationen
| Jahr | Titel                        | Höchstplatzierung, Gesamtwochen, AuszeichnungChartplatzierungen (Jahr, Titel, Platzierungen, Wochen, Auszeichnungen, Anmerkungen) | Höchstplatzierung, Gesamtwochen, AuszeichnungChartplatzierungen (Jahr, Titel, Platzierungen, Wochen, Auszeichnungen, Anmerkungen) | Höchstplatzierung, Gesamtwochen, AuszeichnungChartplatzierungen (Jahr, Titel, Platzierungen, Wochen, Auszeichnungen, Anmerkungen) | Höchstplatzierung, Gesamtwochen, AuszeichnungChartplatzierungen (Jahr, Titel, Platzierungen, Wochen, Auszeichnungen, Anmerkungen) | Höchstplatzierung, Gesamtwochen, AuszeichnungChartplatzierungen (Jahr, Titel, Platzierungen, Wochen, Auszeichnungen, Anmerkungen) | Höchstplatzierung, Gesamtwochen, AuszeichnungChartplatzierungen (Jahr, Titel, Platzierungen, Wochen, Auszeichnungen, Anmerkungen) | Anmerkungen                           |
| Jahr | Titel                        | DE | AT | CH | UK | US | R&B | Anmerkungen                           |
| ---- | ---------------------------- | --- | --- | --- | --- | --- | --- | ------------------------------------- |
| 2003 | Biography: The Greatest Hits | DE46 (7 Wo.)DE | — | CH26 (8 Wo.)CH | UK3 Gold · (10 Wo.)UK | — | — | Erstveröffentlichung: 3. Februar 2003 |

Weitere Kompilationen
- 1992: Her Early Recordings
- 1997: Affection, Love and Hits
- 2003: The Complete Collection (6 CDs)
- 2014: People Hold On … The Remix Anthology (3 CDs)
- 2014: The Collection 1989–2003 (Box mit 13 CDs + 5 DVDs)

### Soundtracks
- 1999: Swing (mit Tracks von Georgie Fame und Ian Devaney)[2]

### EPs
| Jahr | Titel          | Höchstplatzierung, Gesamtwochen, AuszeichnungChartplatzierungen (Jahr, Titel, Platzierungen, Wochen, Auszeichnungen, Anmerkungen) | Höchstplatzierung, Gesamtwochen, AuszeichnungChartplatzierungen (Jahr, Titel, Platzierungen, Wochen, Auszeichnungen, Anmerkungen) | Höchstplatzierung, Gesamtwochen, AuszeichnungChartplatzierungen (Jahr, Titel, Platzierungen, Wochen, Auszeichnungen, Anmerkungen) | Höchstplatzierung, Gesamtwochen, AuszeichnungChartplatzierungen (Jahr, Titel, Platzierungen, Wochen, Auszeichnungen, Anmerkungen) | Höchstplatzierung, Gesamtwochen, AuszeichnungChartplatzierungen (Jahr, Titel, Platzierungen, Wochen, Auszeichnungen, Anmerkungen) | Höchstplatzierung, Gesamtwochen, AuszeichnungChartplatzierungen (Jahr, Titel, Platzierungen, Wochen, Auszeichnungen, Anmerkungen) | Anmerkungen                                                                                            |
| Jahr | Titel          | DE | AT | CH | UK | US | R&B | Anmerkungen                                                                                            |
| ---- | -------------- | --- | --- | --- | --- | --- | --- | --- |
| 1993 | Five Live      | DE8 Gold · (30 Wo.)DE | AT2 (22 Wo.)AT | CH6 (18 Wo.)CH | UK1* (12 Wo.)UK | — | — | Erstveröffentlichung: 19. April 1993 mit George Michael und Queen * in UK in den Singlecharts gelistet |
| 1998 | The #1 Remixes | — | — | — | — | — | R&B82 (4 Wo.)R&B | Erstveröffentlichung: 2. Juni 1998 in Europa als The Remix Album erschienen                            |

## Singles

### Als Leadmusikerin
| Jahr | Titel Album                                                        | Höchstplatzierung, Gesamtwochen, AuszeichnungChartplatzierungen (Jahr, Titel, Album, Platzierungen, Wochen, Auszeichnungen, Anmerkungen) | Höchstplatzierung, Gesamtwochen, AuszeichnungChartplatzierungen (Jahr, Titel, Album, Platzierungen, Wochen, Auszeichnungen, Anmerkungen) | Höchstplatzierung, Gesamtwochen, AuszeichnungChartplatzierungen (Jahr, Titel, Album, Platzierungen, Wochen, Auszeichnungen, Anmerkungen) | Höchstplatzierung, Gesamtwochen, AuszeichnungChartplatzierungen (Jahr, Titel, Album, Platzierungen, Wochen, Auszeichnungen, Anmerkungen) | Höchstplatzierung, Gesamtwochen, AuszeichnungChartplatzierungen (Jahr, Titel, Album, Platzierungen, Wochen, Auszeichnungen, Anmerkungen) | Höchstplatzierung, Gesamtwochen, AuszeichnungChartplatzierungen (Jahr, Titel, Album, Platzierungen, Wochen, Auszeichnungen, Anmerkungen) | Höchstplatzierung, Gesamtwochen, AuszeichnungChartplatzierungen (Jahr, Titel, Album, Platzierungen, Wochen, Auszeichnungen, Anmerkungen) | Anmerkungen |
| Jahr | Titel Album                                                        | DE | AT | CH | UK | US | R&B | Dance | Anmerkungen |
| ---- | ------------------------------------------------------------------ | --- | --- | --- | --- | --- | --- | --- | --- |
| 1989 | This Is the Right Time Affection                                   | DE17 (26 Wo.)DE | AT20 (10 Wo.)AT | — | UK13 (8 Wo.)UK | US21 (13 Wo.)US | R&B13 (12 Wo.)R&B | Dance1 (9 Wo.)Dance | Erstveröffentlichung: 31. Juli 1989 Autoren: Ian Devaney, Andy Morris, Lisa Stansfield                                                               |
| 1989 | All Around the World Affection                                     | DE2 Gold · (28 Wo.)DE | AT1 Gold · (16 Wo.)AT | CH3 (18 Wo.)CH | UK1 Gold · (14 Wo.)UK | US3 Platin · (22 Wo.)US | R&B1 (20 Wo.)R&B | Dance1 (14 Wo.)Dance | Erstveröffentlichung: 9. Oktober 1989 Autoren: Ian Devaney, Andy Morris, Lisa Stansfield                                                             |
| 1990 | Live Together Affection                                            | DE23 (15 Wo.)DE | AT30 (1 Wo.)AT | CH15 (7 Wo.)CH | UK10 (6 Wo.)UK | — | — | — | Erstveröffentlichung: 29. Januar 1990 Autoren: Ian Devaney, Andy Morris, Lisa Stansfield                                                             |
| 1990 | What Did I Do to You? Affection                                    | DE43 (10 Wo.)DE | — | — | UK25 (4 Wo.)UK | — | — | — | Erstveröffentlichung: 30. April 1990 Autoren: Ian Devaney, Andy Morris, Lisa Stansfield                                                              |
| 1990 | You Can’t Deny It Affection                                        | — | — | — | — | US14 (14 Wo.)US | R&B1 (15 Wo.)R&B | Dance2 (10 Wo.)Dance | Erstveröffentlichung: 14. Mai 1990 Autoren: Ian Devaney, Andy Morris, Lisa Stansfield                                                                |
| 1991 | Change Real Love                                                   | DE13 (27 Wo.)DE | AT24 (10 Wo.)AT | CH12 (13 Wo.)CH | UK10 (7 Wo.)UK | US27 (20 Wo.)US | R&B12 (16 Wo.)R&B | Dance1 (12 Wo.)Dance | Erstveröffentlichung: 7. Oktober 1991 Autoren: Ian Devaney, Andy Morris, Lisa Stansfield                                                             |
| 1991 | All Woman Real Love                                                | — | — | — | UK20 (8 Wo.)UK | US56 (17 Wo.)US | R&B1 (21 Wo.)R&B | — | Erstveröffentlichung: 2. Dezember 1991 Autoren: Ian Devaney, Andy Morris, Lisa Stansfield                                                            |
| 1992 | Time to Make You Mine Real Love                                    | — | — | CH33 (1 Wo.)CH | UK14 (8 Wo.)UK | — | — | — | Erstveröffentlichung: 2. März 1992 Autoren: Ian Devaney, Andy Morris, Lisa Stansfield                                                                |
| 1992 | Everything Will Get Better Real Love {Reissue}                     | — | — | — | — | — | — | Dance36 (5 Wo.)Dance | Erstveröffentlichung: 11. Mai 1992 B-Seite von All Woman Autoren: Ian Devaney, Andy Morris, Lisa Stansfield                                          |
| 1992 | Set Your Loving Free Real Love                                     | DE57 (8 Wo.)DE | — | — | UK28 (4 Wo.)UK | — | — | Dance20 (8 Wo.)Dance | Erstveröffentlichung: 25. Mai 1992 Autoren: Ian Devaney, Andy Morris, Lisa Stansfield                                                                |
| 1992 | A Little More Love Real Love                                       | — | — | — | — | — | R&B30 (12 Wo.)R&B | — | Erstveröffentlichung: Juli 1992 Autoren: Ian Devaney, Andy Morris, Lisa Stansfield                                                                   |
| 1992 | Someday (I’m Coming Back) The Bodyguard: Original Soundtrack Album | DE51 (14 Wo.)DE | — | — | UK10 (9 Wo.)UK | — | — | — | Erstveröffentlichung: 7. Dezember 1992 vom Soundtrack des Films Bodyguard Autoren: Ian Devaney, Andy Morris, Lisa Stansfield                         |
| 1993 | In All the Right Places So Natural                                 | DE63 (10 Wo.)DE | — | — | UK8 (11 Wo.)UK | — | — | — | Erstveröffentlichung: 24. Mai 1993 vom Soundtrack des Films Ein unmoralisches Angebot Autoren: John Barry, Ian Devaney, Andy Morris, Lisa Stansfield |
| 1993 | So Natural                                                         | DE67 (11 Wo.)DE | — | — | UK15 (5 Wo.)UK | — | — | — | Erstveröffentlichung: 11. Oktober 1993 Autoren: Ian Devaney, Lisa Stansfield                                                                         |
| 1993 | Little Bit of Heaven So Natural                                    | DE54 (10 Wo.)DE | — | — | UK32 (4 Wo.)UK | — | — | — | Erstveröffentlichung: 29. November 1993 Autoren: Ian Devaney, Lisa Stansfield                                                                        |
| 1994 | Make It Right Beverly Hills, 90210 – The College Years             | — | — | — | — | — | R&B64 (9 Wo.)R&B | Dance46 (3 Wo.)Dance | Erstveröffentlichung: 5. September 1994 Autoren: Rhett Lawrence, Crystal Bernard, Suzie Benson                                                       |
| 1995 | Dream Away The Pagemaster (Soundtrack)                             | — | — | — | — | — | R&B80 (7 Wo.)R&B | — | Erstveröffentlichung: 26. Dezember 1994 vom Soundtrack des Films, Der Pagemaster – Richies fantastische Reise; mit Babyface; Autor: Diane Warren     |
| 1997 | People Hold On (Bootleg Mixes) Lisa Stansfield                     | — | — | — | UK4 (7 Wo.)UK | — | — | Dance1 (13 Wo.)Dance | Erstveröffentlichung: 6. Januar 1997 Lisa Stansfield vs. The Dirty Rotten Scoundrels                                                                 |
| 1997 | The Real Thing Lisa Stansfield                                     | DE57 (9 Wo.)DE | — | — | UK9 (10 Wo.)UK | — | — | — | Erstveröffentlichung: 10. März 1997 Autoren: Ian Devaney, Lisa Stansfield                                                                            |
| 1997 | Never, Never Gonna Give You Up Lisa Stansfield                     | DE74 (9 Wo.)DE | — | — | UK25 (6 Wo.)UK | US74 (9 Wo.)US | R&B38 (14 Wo.)R&B | Dance1 (13 Wo.)Dance | Erstveröffentlichung: 9. Juni 1997 Autor und Original: Barry White, 1973                                                                             |
| 1997 | The Line (D Disco) Lisa Stansfield                                 | — | — | — | UK64 (2 Wo.)UK | — | — | — | Erstveröffentlichung: 22. September 1997 Black Science Orchestra vs. Lisa Stansfield; Autoren: Ian Devaney, Lisa Stansfield, Terry Gamwells          |
| 1997 | Never Gonna Fall Lisa Stansfield                                   | — | — | — | — | — | — | Dance1 (12 Wo.)Dance | Erstveröffentlichung: 3. November 1997 Autoren: Ian Devaney, Lisa Stansfield                                                                         |
| 1998 | I’m Leavin’ Lisa Stansfield                                        | — | — | — | — | — | — | Dance1 (12 Wo.)Dance | Erstveröffentlichung: 6. April 1998 Autoren: Crayge Lindesay, Taura Stinson                                                                          |
| 2001 | Let’s Just Call It Love Face Up                                    | — | — | CH84 (1 Wo.)CH | UK48 (3 Wo.)UK | — | — | — | Erstveröffentlichung: 11. Juni 2001 Autoren: Ian Devaney, Lisa Stansfield, Richard Darbyshire                                                        |
| 2003 | All Around the World (Norty Cotto Remix) The Collection 1989–2003  | — | — | — | — | — | — | Dance34 (3 Wo.)Dance | Erstveröffentlichung: 5. Mai 2003 Remix: Norbert “Norty” Cotto                                                                                       |
| 2005 | Treat Me Like a Woman The Moment                                   | DE43 (10 Wo.)DE | AT36 (14 Wo.)AT | — | — | — | — | — | Erstveröffentlichung: 14. Februar 2005 Autoren: George Hammond-Hagen, John Hammond-Hagen, Kara DioGuardi, Layla Manoochehri                          |
| 2005 | If I Hadn’t Got You The Moment                                     | DE66 (9 Wo.)DE | AT54 (6 Wo.)AT | — | — | — | — | — | Erstveröffentlichung: 20. Juni 2005 Autoren: Chris Braide, Chris Difford                                                                             |

Weitere Singles
- 1982: Your Alibis
- 1982: The Only Way
- 1983: Listen to Your Heart
- 1983: I Got a Feeling
- 1997: Don’t Cry for Me
- 2001: 8-3-1
- 2005: He Touches Me
- 2013: Can’t Dance
- 2014: Carry On
- 2014: So Be It
- 2014: There Goes My Heart
- 2015: The Soultalk Sessions
- 2018: Never Ever
- 2018: Billionaire

### Als Gastmusikerin
| Jahr | Titel Album                       | Höchstplatzierung, Gesamtwochen, AuszeichnungChartplatzierungen (Jahr, Titel, Album, Platzierungen, Wochen, Auszeichnungen, Anmerkungen) | Höchstplatzierung, Gesamtwochen, AuszeichnungChartplatzierungen (Jahr, Titel, Album, Platzierungen, Wochen, Auszeichnungen, Anmerkungen) | Höchstplatzierung, Gesamtwochen, AuszeichnungChartplatzierungen (Jahr, Titel, Album, Platzierungen, Wochen, Auszeichnungen, Anmerkungen) | Höchstplatzierung, Gesamtwochen, AuszeichnungChartplatzierungen (Jahr, Titel, Album, Platzierungen, Wochen, Auszeichnungen, Anmerkungen) | Höchstplatzierung, Gesamtwochen, AuszeichnungChartplatzierungen (Jahr, Titel, Album, Platzierungen, Wochen, Auszeichnungen, Anmerkungen) | Höchstplatzierung, Gesamtwochen, AuszeichnungChartplatzierungen (Jahr, Titel, Album, Platzierungen, Wochen, Auszeichnungen, Anmerkungen) | Höchstplatzierung, Gesamtwochen, AuszeichnungChartplatzierungen (Jahr, Titel, Album, Platzierungen, Wochen, Auszeichnungen, Anmerkungen) | Anmerkungen |
| Jahr | Titel Album                       | DE | AT | CH | UK | US | R&B | Dance | Anmerkungen |
| ---- | --------------------------------- | --- | --- | --- | --- | --- | --- | --- | --- |
| 1989 | People Hold On What’s That Noise? | DE24 (14 Wo.)DE | — | — | UK11 (9 Wo.)UK | — | — | Dance6 (13 Wo.)Dance | Erstveröffentlichung: 23. Januar 1989 Coldcut feat. Lisa Stansfield; Autoren: Jonathan More, Lisa Stansfield, Matt Black |

Weitere Gastbeiträge
- 2004: Too Hot (Kool & the Gang feat. Lisa Stansfield)

## Videoalben
- 1990: Live! All Around the World
- 1992: Real Life
- 1992: Lisa at Wembley – Live
- 1993: Five Live EP – The Videos (mit George Michael und Queen)
- 2003: Biography: The Greatest Hits
- 2005: Live at Ronnie Scott’s
- 2014: Live in Manchester

## Statistik

### Chartauswertung
|                     | DE    | AT    | CH    | UK    | US    | R&B     |
| ------------------- | ----- | ----- | ----- | ----- | ----- | ------- |
| Nummer-eins-Alben   | DE—DE | AT2AT | CH—CH | UK—UK | US—US | R&B—R&B |
| Top-10-Alben        | DE3DE | AT2AT | CH2CH | UK5UK | US1US | R&B2R&B |
| Alben in den Charts | DE9DE | AT8AT | CH9CH | UK8UK | US3US | R&B4R&B |

|                       | DE     | AT    | CH    | UK     | US    | R&B     | Dance        |
| --------------------- | ------ | ----- | ----- | ------ | ----- | ------- | ------------ |
| Nummer-eins-Singles   | DE—DE  | AT1AT | CH—CH | UK2UK  | US—US | R&B3R&B | Dance7Dance  |
| Top-10-Singles        | DE1DE  | AT1AT | CH1CH | UK8UK  | US1US | R&B3R&B | Dance9Dance  |
| Singles in den Charts | DE15DE | AT6AT | CH5CH | UK19UK | US6US | R&B9R&B | Dance13Dance |

### Auszeichnungen für Musikverkäufe
| 2× Silberne Schallplatte - Europa (Impala) - 2014: für das Album Seven Goldene Schallplatte - Australien - 1990: für die Single All Around the World - 1990: für das Album Affection - Finnland - 1990: für das Album Affection - Frankreich - 1990: für das Album Affection - Japan - 1997: für das Album Lisa Stansfield - Kanada - 1992: für das Album Real Love - Neuseeland - 1990: für das Album Affection - Niederlande - 1990: für das Album Affection - Schweden - 1990: für die Single All Around the World - Spanien - 1997: für das Album Lisa Stansfield | Platin-Schallplatte - Kanada - 1990: für das Album Affection - Niederlande - 1992: für das Album Real Love - Schweden - 1990: für das Album Affection - Spanien - 1990: für das Album Affection |

Anmerkung: Auszeichnungen in Ländern aus den Charttabellen bzw. Chartboxen sind in ebendiesen zu finden.
| Land/RegionAuszeichnungen für Musikverkäufe (Land/Region, Auszeichnungen, Verkäufe, Quellen) | Silber     | Gold       | Platin       | Verkäufe  | Quellen                           |
| -------------------------------------------------------------------------------------------- | ---------- | ---------- | ------------ | --------- | --------------------------------- |
| Australien (ARIA)                                                                            | —          | 2× Gold2   | —            | 70.000    | aria.com.au                       |
| Deutschland (BVMI)                                                                           | —          | 4× Gold4   | Platin1      | 1.350.000 | musikindustrie.de                 |
| Europa (Impala)                                                                              | 2× Silber2 | —          | —            | (40.000)  | Einzelnachweise                   |
| Finnland (IFPI)                                                                              | —          | Gold1      | —            | 26.706    | ifpi.fi                           |
| Frankreich (SNEP)                                                                            | —          | Gold1      | —            | 100.000   | infodisc.fr                       |
| Japan (RIAJ)                                                                                 | —          | Gold1      | —            | 100.000   | riaj.or.jp                        |
| Kanada (MC)                                                                                  | —          | Gold1      | Platin1      | 150.000   | musiccanada.com                   |
| Neuseeland (RMNZ)                                                                            | —          | Gold1      | —            | 10.000    | aotearoamusiccharts.co.nz         |
| Niederlande (NVPI)                                                                           | —          | Gold1      | Platin1      | 150.000   | nvpi.nl                           |
| Österreich (IFPI)                                                                            | —          | 2× Gold2   | —            | 50.000    | ifpi.at                           |
| Schweden (IFPI)                                                                              | —          | Gold1      | Platin1      | 125.000   | sverigetopplistan.se              |
| Schweiz (IFPI)                                                                               | —          | 2× Gold2   | Platin1      | 100.000   | hitparade.ch                      |
| Spanien (Promusicae)                                                                         | —          | Gold1      | Platin1      | 150.000   | Sólo éxitos: año a año, 1959–2002 |
| Vereinigte Staaten (RIAA)                                                                    | —          | Gold1      | 2× Platin2   | 2.500.000 | riaa.com                          |
| Vereinigtes Königreich (BPI)                                                                 | —          | 3× Gold3   | 6× Platin6   | 2.400.000 | bpi.co.uk                         |
| Insgesamt                                                                                    | 2× Silber2 | 22× Gold22 | 14× Platin14 |           |                                   |